# Alta Floresta d'Oeste
Alta Floresta d'Oeste es un municipio brasileño perteneciente al estado de Rondonia. Se localiza a una latitud 11°93'05" sur y a una longitud 62º00'15" oeste, estando a una altitud de 350 metros. Su población estimada por el censo de población del 2021 es de 33.516 habitantes. Posee un área de 7.067 km².

## Historia
El municipio fue creado el 20 de mayo de 1986 en el Estado de Rondonia, Brasil. Su origen fue consecuencia del avance migratorio hacia el Valle del Guaporé. El pequeño núcleo poblacional evolucionó rápidamente transformándose en un importante polo agrícola y comercial, que se dotó una organización político-administrativa, hasta la elevación de la región a la categoría de municipio.
Fue el primer municipio de la región Norte en registrar una víctima muerta por la gripe porcina.